# Margarita Leoz
Margarita Leoz Munilla (Pamplona, 3 de diciembre de 1980) es una filóloga, comentarista literaria y escritora española.

## Biografía
Licenciada en Filología Francesa por la Universidad de Salamanca (2002) y en Teoría de la Literatura y Literatura Comparada por la Universidad de Barcelona (2004), ha ganado varios premios de relato y poesía. Recibió el Premio Francisco Ynduráin de las Letras para Escritores Jóvenes en 2011.
En 2008 publicó su primer libro de poesía, El telar de Penélope, en la editorial madrileña Calambur. Con esta obra ganó el Certamen de Encuentros de Jóvenes Artistas de Navarra en 2007.
Como escritora, ha declarado sentirse bastante influenciada por los escritores estadounidenses del siglo XX, como John Cheever o Tobias Wolff; también ha mostrado simpatía hacia el escritor noruego Askildsen. Entre todos le han ayudado a concebir su forma de escritura en prosa, la que propulsó su libro Segunda residencia.
Figura en la antología Mujeres. Poéticas del Agua (2011), entre otras.
Ha colaborado en revistas culturales (La casa de los Malfenti, NAV7, Pregón Siglo XXI, etc.), y como comentarista literaria, en programas de radio y televisión locales, como el programa Así suenan los libros de Onda Cero en Radio Navarra. También usa las plataformas blogs como método de escritura y divulgación de la literatura a la que hace críticas tanto a título personal como profesionalmente.
En 2012 publicó su libro de relatos, Segunda residencia, en Tropo Editores. Siendo su primer libro de prosa, es un compendio de trece relatos que hablan de la vida ordinaria. Tuvo una acogida como un libro maduro lleno de miradas a los detalles nimios de la rutina diaria.
En julio de 2025 fue admitida como académica correspondiente de la Academia Hondureña de la Lengua.

## Obras
- Leoz, Margarita (2008). El telar de Penélope. Madrid: Calambur. ISBN 978-84-835904-6-1. Archivado desde el original el 23 de enero de 2015. Consultado el 10 de enero de 2015.
- Leoz, Margarita (2012). Segunda residencia. Zaragoza: Tropo Editores. ISBN 978-84-96911-47-5. Archivado desde el original el 23 de enero de 2015. Consultado el 10 de enero de 2015.[16]
- Leoz, Margarita (2019). «Flores fuera de estación». Seix Barral. ISBN 978-84-322-3559-7. Consultado el 6 de noviembre de 2019.[17]
- Leoz, Margarita (2022). Punta Albatros. Zaragoza: Seix Barral. ISBN 978-84-322-4069-0. Consultado el 17 de junio de 2022.

### Colectivas
- Varias autoras (2011).  Marina Aoiz, ed. Mujeres. Poética del Agua (Marzo de 2011. 1ª edición). Villatuerta: Edelphus Ediciones. Archivado desde el original el 20 de diciembre de 2014. Consultado el 24 de enero de 2015. (DL: NA-1553-2011).[18]

## Publicaciones
- Leoz, Margarita (Primavera de 2010). ««El extranjero» de Camul». La Casa de los Malfenti (nº 34). Archivado desde el original el 5 de marzo de 2016. Consultado el 24 de enero de 2015.
- Leoz, Margarita (Otoño de 2010). «Relato Breve». La Casa de los Malfenti (nº 36). Archivado desde el original el 5 de marzo de 2016. Consultado el 24 de enero de 2015.

## Premios
A lo largo de su carrera profesional, Margarita Leoz ha recibido distintos premios, algunos de los cuales son:
- Premio de Narrativa Breve del Ayuntamiento de Pamplona.
- Poesía Joven Villa de Ibi.
- Premio a la Mejor Creación Literaria del III Certamen de Monólogo Joven del Ateneo Navarro.
- Premio Francisco Ynduráin de las Letras para Escritores Jóvenes.